# Proagra
Proagra is een geslacht van vlinders van de familie spanners (Geometridae), uit de onderfamilie Ennominae.

## Soorten
- P. fragilis Warren, 1904
- P. stabilis Warren, 1909